# Karja
Karja è una località (küla) di 234 abitanti nella contea di Saaremaa, in Estonia. Fa parte del borgo di Leisi e si trova sul fiume Jõgi.
È famosa per la chiesa-fortezza di Santa Caterina del Duecento. Di notevole curiosità sono gli affreschi apotropaici situati nella volta a crociera sopra l'altare, tra i quali vi è la raffigurazione di un uomo la cui testa emerge tra le gambe, in una posa che ricorda un contorsionista.